# Alan Gow
Alan Gow (* 9. Oktober 1982 in Clydebank) ist ein ehemaliger schottischer Fußballspieler.

## Karriere
Gow stammt aus der Jugendmannschaft des FC Clydebank, wo er 2000 zur ersten Mannschaft stieß. Dort konnte er sich aber niemals durchsetzen und wechselte folglich im Jahr 2002 ablösefrei zum schottischen Drittligisten Airdrie United, mit denen er im Jahr 2004 in die zweite schottische Liga aufstieg. 2005 verließ er Airdrie und wurde vom FC Falkirk verpflichtet. Dort spielte er zwischen 2005 und 2007. Nach einer überzeugenden Saison 2006/07 wurde er von zahlreichen Vereinen, wie den Wolverhampton Wanderers, Hibernian Edinburgh, oder dem FC Aberdeen umworben, entschied sich aber für einen Wechsel zum schottischen Erstligisten Glasgow Rangers.
Nachdem er sich bei den Rangers allerdings nicht durchsetzen konnte, erfolgte im August 2009 der Wechsel nach England zum Zweitligisten Plymouth Argyle.
Nach weiteren Stationen beendete er seine Spielerkarriere 2019 beim FC Queen’s Park.